# Fabian von Bellingshausen
Fabian Gottlieb Thaddeus von Bellingshausen (1778-1852) fou un navegant alemany bàltic al servei de Rússia que va explorar l'Antàrtida i les illes Tuamotu. En rus és anomenat Faddei Faddèievitx Bellinsgauzen (Фаддей Фаддеевич Беллинсгаузен) i de vegades també se'l coneix com a Thaddeus Bellingshausen o Bellinghausen.
Bellingshausen va néixer, el 20 de setembre de 1778, d'una família noble germànica a l'illa Ösel, avui Saaremaa a Estònia i aleshores part de l'Imperi Rus. Junt amb Krusenstern i Kotzebue forma part dels anomenats barons bàltics que van fer les grans exploracions marítimes russes del segle xix. Diplomat a l'acadèmia naval de Kronstadt, va participar en el primer viatge de circumnavegació rus en el Nadezha de Krusenstern, del 1803 al 1806. Va seguir després com a capità de diversos vaixells a la mar Bàltica i la mar Negra.

## Expedició a l'Antàrtida

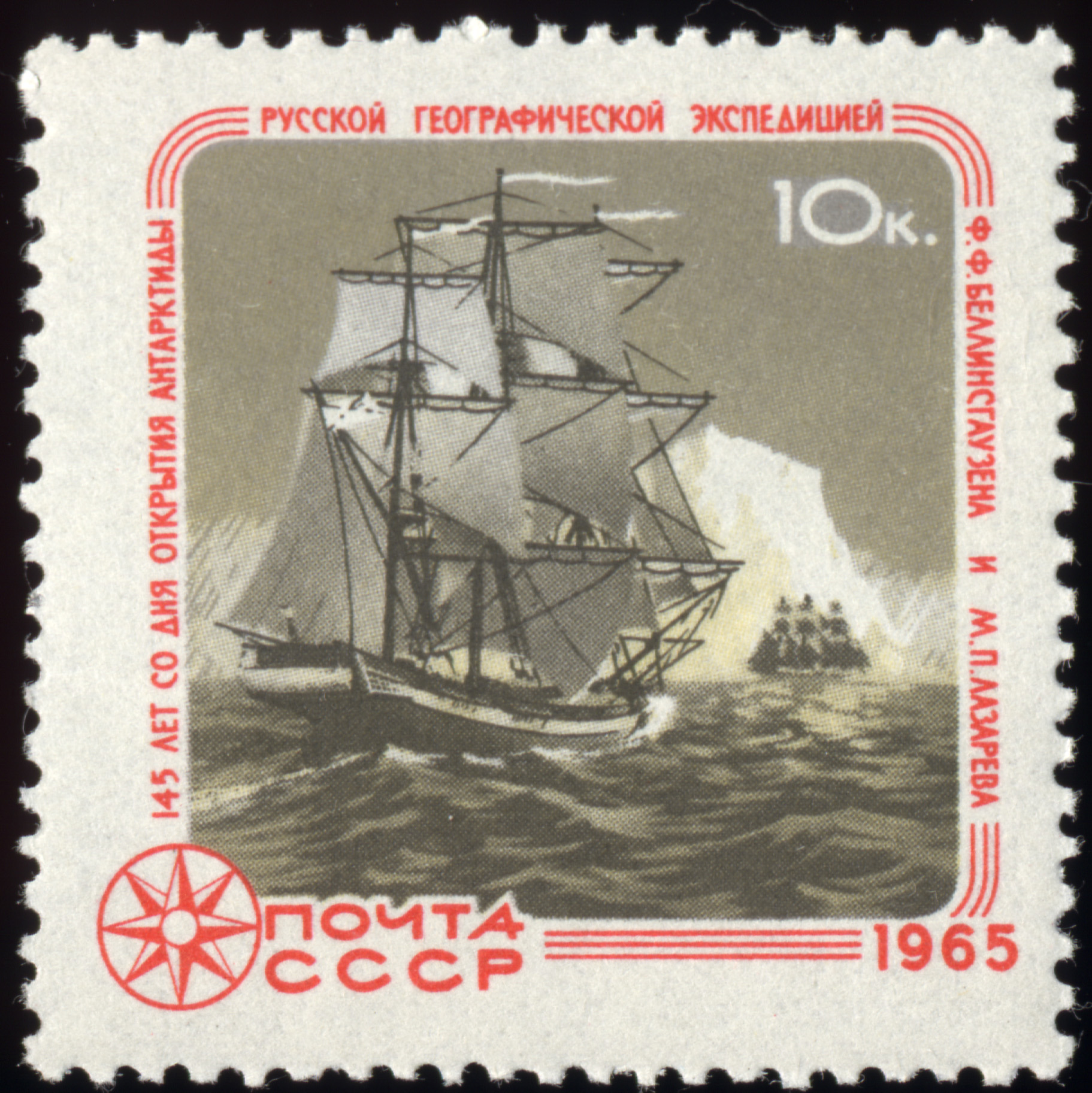
Segell soviètic de 1965, emès en ocasió del 145è aniversari de l'expedició de Bellingshausen

El 1819, el tsar Alexandre I organitzà la primera expedició científica de la regió polar antàrtica i encarregà a Bellingshausen el comandament dels vaixells Vostok («est») i Mirnyi («pau»). Va creuar el cercle polar antàrtic, sent el segon en fer-ho després de James Cook, i va descobrir el continent antàrtic, el 28 de gener del 1820, a les coordenades 69° 21′ 28″ S, 2° 14′ 50″ O / 69.35778°S,2.24722°O.
A la primavera, l'expedició va continuar cap al nord. Explorà vint atols de les Tuamotu en la primera exploració exhaustiva de l'arxipèlag, descobrí l'illa Vostok a les illes de la Línia, fondejà a Tahití i visità les Fiji i Tasmània. De tornada a l'Antàrtida a l'estiu austral, descobrí l'illa Pere I i la Terra d'Alexandre I que, el 1940, es va trobar que era una illa. Visità les illes Shetland del Sud, i les illes Geòrgia del Sud i Sandwich del Sud.
A la tornada a Kronstadt, el 4 d'agost de 1821, va tenir una rebuda triomfal. Havia fet la volta a l'Antàrtida, va ser el primer a observar la migració de les balenes cap al sud a l'estiu austral, va advertir que els indígenes i la fauna de Tasmània estaven en vies d'extinció, va denunciar que les illes Macquarie havien estat devastades pels caçadors de foques, i havia capturat el primer pingüí emperador.
Va combatre a la guerra russo-turca de 1828-1829, va obtenir el grau d'almirall i va ser governador de Kronstadt on va morir el 3 de gener del 1852.

### Ruta del viatge
- Kronstadt, 3 de juliol de 1819.
- illes Shetland del Sud, desembre.
- Cercle polar antàrtic, 26 de gener de 1820.
- Antàrtida, 28 de gener.
- Tuamotu: Manuhangi, Hao, Moller (Amanu), Arakcheev (Fangatau), Volkonski (Takume), Barclay de Tolly (Raroia), Nigeri (Nihiru), Yermaloff (Taenga), Kutuzov (Makemo), Tuanake, Saken (Katiu), Tchitschagof (Tahanea), Miloradovich (Faaite), Wittgenstein (Fakarava), Toau, Apataki, Greig (Niau), Kaukura, Tikehau, Lazareff (Mataiva).
- Tahití, 22 de juliol.
- Illes de la Línia: Vostok.
- Illes Cook: Grand Duke Alexander (Rakahanga), 7 d'agost.
- Tasmània
- Illa Peter I, illa Alexander I, a l'Antàrtida, gener de 1821.
- Illes Geòrgia del Sud i Sandwich del Sud, a l'Atlàntic sud, al desembre
- Kronstadt, 4 d'agost de 1821.

## Topònims relacionats
- Base Bellingshausen base russa a l'Antàrtida
- Illa Bellingshausen, a les illes Sandwich del Sud.
- Mar de Bellingshausen, a l'Antàrtida.
- Atol Bellingshausen o Motu One, a les illes de la Societat.
- La base Vostok i l'estació Mirny són actualment instal·lacions russes a l'Antàrtida.
- L'illa Vostok és una de les illes de la Línia